# Josquin Baston
Josquin Baston, també anomenat Joannes, Jean, Jo o Josse (Vers 1515 - 1576), fou un compositor de l'escola francoflamenca.
Del maig de 1552 a octubre de 1553, restà a Cracòvia en la cort de Segimon II. Guicciardini en el seu Description des Pays Bas el cita com un dels millors músics del seu temps. Alguns musicòlegs el confonen amb Josquin Des Prés, però sembla que l'estructura d'alguns dels seus motets, que figuren en la col·lecció de Sigismund Salblinger titulada Concentus musicus (Augsburg, 1545), no és suficient per a demostrar que no hi ha res en comú entre ambdós compositors.